# ساختار اجتماعی
ساختار اجتماعی (انگلیسی: Social structure)
در علوم اجتماعی، الگویی است که تعیین‌کننده اقدامات و تصورات افراد جامعه می‌باشد. در مقیاس کلان، ساختار اجتماعی نظام طبقه‌بندی اقتصادی، نهادهای اجتماعی یا دیگر روابط الگویی میان گروه‌های بزرگ اجتماعی به شمار می‌آید و در مقیاس خرد، ساختار اجتماعی، شبکه روابط میان افراد یا سازمان‌ها محسوب می‌شود. 
ساختار اجتماعی به روابط و مناسبات پایداری اطلاق می‌شود که میان افراد یا گروه‌های اجتماعی یک جامعه، تحت مجموعه مشترکی از ارزش‌ها و هنجارهای فرهنگی، برقرار باشد. ساختار اجتماعی مجموعه ای از روابط و پیوندهایی است که میان افراد، گروه‌ها و طبقات مختلف یک جامعه برقرار می‌باشد و رفتارهای اجتماعی یا فرهنگی در آن جامعه بر پایه این روابط تنظیم می‌شود.